# Comuna Grătiești, Chișinău
Comuna Grătiești este o comună din municipiul Chișinău, Republica Moldova. Este formată din satele Grătiești (sat-reședință) și Hulboaca.
Satul Grătiești este atestată documentar  pentru prima dată la 1748, cu numele de Hulboaca Nouă, la 2-3 km de satul Hulboaca de azi.  Hulboaca Nouă înregistrează ritmuri de creștere mai mari decît satul vecin, avînd 72 de case în anul 1859 și o populație de 284 de locuitori ; în anul 1870 – 84 de case și 428 de locuitori ; în 1875 – 95 de case și 405 locuitori ; în anul 1904 – 109 case și 992 de locuitori. În anul 1904 a fost sfințită biserica „Sfînta Treime”. În 1915 și-a deschis ușile școala primară cu două clase. Conform datelor anului 1923 la Grătiești erau înregistrate 3 case boierești, 200 case în care trăiau 919 locuitori, funcționa poșta și primăria.
În 1940 satul avea 1 124 de locuitori, iar în 1949 – 2 075 de locuitori. Satul Grătiești devine sediul unei gospodării experimentale a Filialei moldovenești a Institutului unional de cercetări științifice în domeniul culturii tutunului. Gospodăria producea semințe de tutun și era principalul furnizor de semințe pentru gospodăriile cultivatoare de tutun din republică. La Grătiești se dezvoltă viticultura și creșterea vitelor cornute mari. În sat este inaugurată școala medie, biblioteca publică, casa de cultură, combinatul de deservire socială, grădinița, maternitatea, alte obiective de menire socială. Au fost date în folosință cîteva blocuri de locuit. În anul 1963 pe teritoriul satului a fost organizat Sovhozul-școală de vinificație și viticultură din Chișinău, care producea și vin de desert „Grătiești”.

## Demografie
Conform datelor recensământului din 2014, comuna are o populație de 6.183 de locuitori, 2 986 bărbați (48.3%) și 3 197 femei (51.7%). Apartenența etnică predominantă este reprezentată de către 5 170 Moldoveni, 844 Români, și 60 Ucraineni. La recensământul din 2004 erau 6.242 de locuitori.

## Administrație și politică
Componența Consiliului local Grătiești (15 consilieri), ales la 5 noiembrie 2023, este următoarea:
|  | Partid                                | Consilieri | Componență | Componență | Componență | Componență | Componență |
|  | ------------------------------------- | ---------- | ---------- | ---------- | ---------- | ---------- | ---------- |
|  | Partidul Acțiune și Solidaritate      | 5          |            |            |            |            |            |
|  | Platforma Demnitate și Adevăr         | 3          |            |            |            |            |            |
|  | Mișcarea Alternativa Națională        | 3          |            |            |            |            |            |
|  | Candidat independent NINA BĂLȚATU     | 1          |            |            |            |            |            |
|  | Coaliția pentru Unitate și Bunăstare  | 1          |            |            |            |            |            |
|  | Partidul Liberal Democrat din Moldova | 1          |            |            |            |            |            |
|  | Candidat independent DUMITRU BUSUIOC  | 1          |            |            |            |            |            |